# 昆明碘泡虫
昆明碘泡虫（学名：Myxobolus kunmingensis）为碘泡科碘泡虫属的动物。在中国，分布于云南等，营寄生生活，寄生在少鳞白甲鱼的鳃。